# Sidonie Triboulet
Sidonie Triboulet (2003) es una deportista francesa que compite en triatlón. Ganó una medalla de bronce en el Campeonato Africano de Triatlón de 2019 en la prueba de relevo mixto.

## Palmarés internacional
| Campeonato Africano | Campeonato Africano  | Campeonato Africano | Campeonato Africano |
| Año                 | Lugar                | Medalla             | Prueba              |
| ------------------- | -------------------- | ------------------- | ------------------- |
| 2019                | Shandrani (Mauricio) | Medalla de bronce   | Relevo mixto        |

1. ↑  En algunas ediciones del Campeonato Africano se permitió la participación de triatletas de otros continentes.